# ماهیچه اخم
ماهیچه اَخم (انگلیسی: Corrugator supercilii muscle) (نام‌های دیگر: ماهیچه چین‌دهنده، ماهیچه بالای مژگانی) ماهیچه‌ای کوچک، باریک و هرمی‌شکل در نزدیکی چشم انسان است.
کار آن پایین کشیدن ابرو و چین دادن ابرو به سمت میانی است.
خاستگاه این ماهیچه، انتهاء داخلی قوس فوق مژگانی، پیوندگاه آن پوست ابرو و عصب‌گیری‌اش از عصب چهره‌ای (فاسیال) است.نام دیگر این ماهیچه،ماهیچه ی گندمی است

## نگارخانه

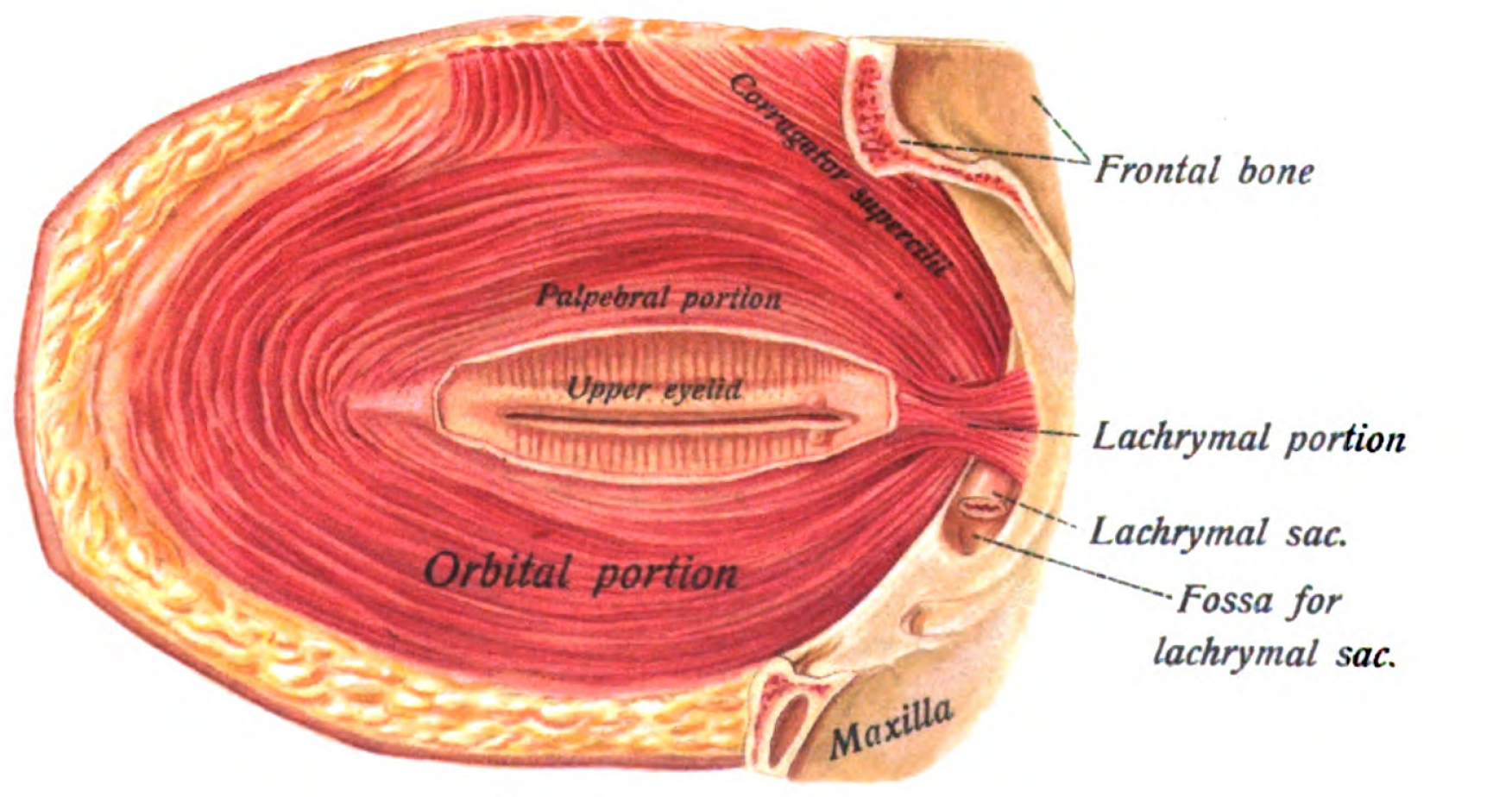
ماهیچه‌های بالای مژگانی از داخل دیده می شود.
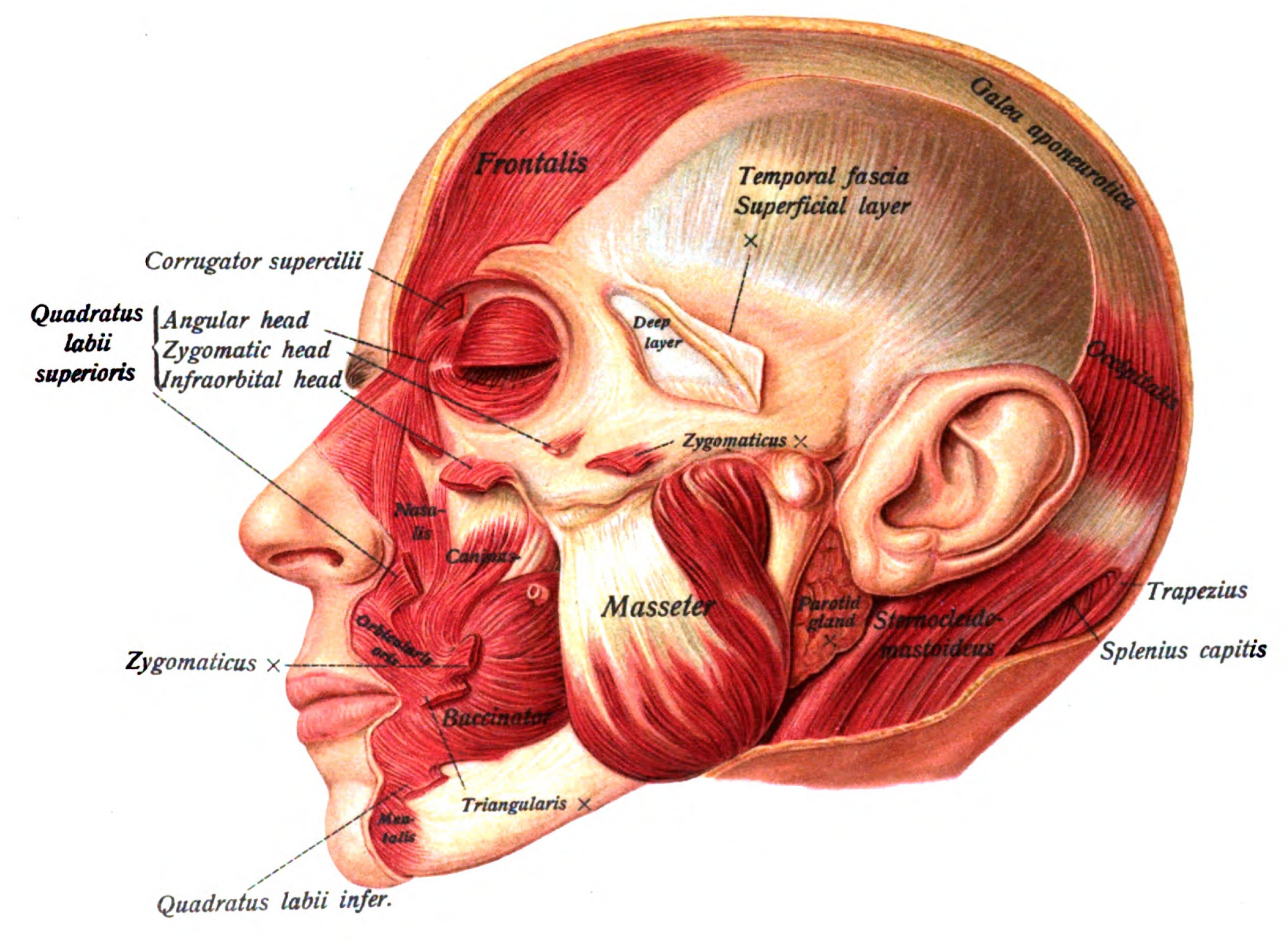
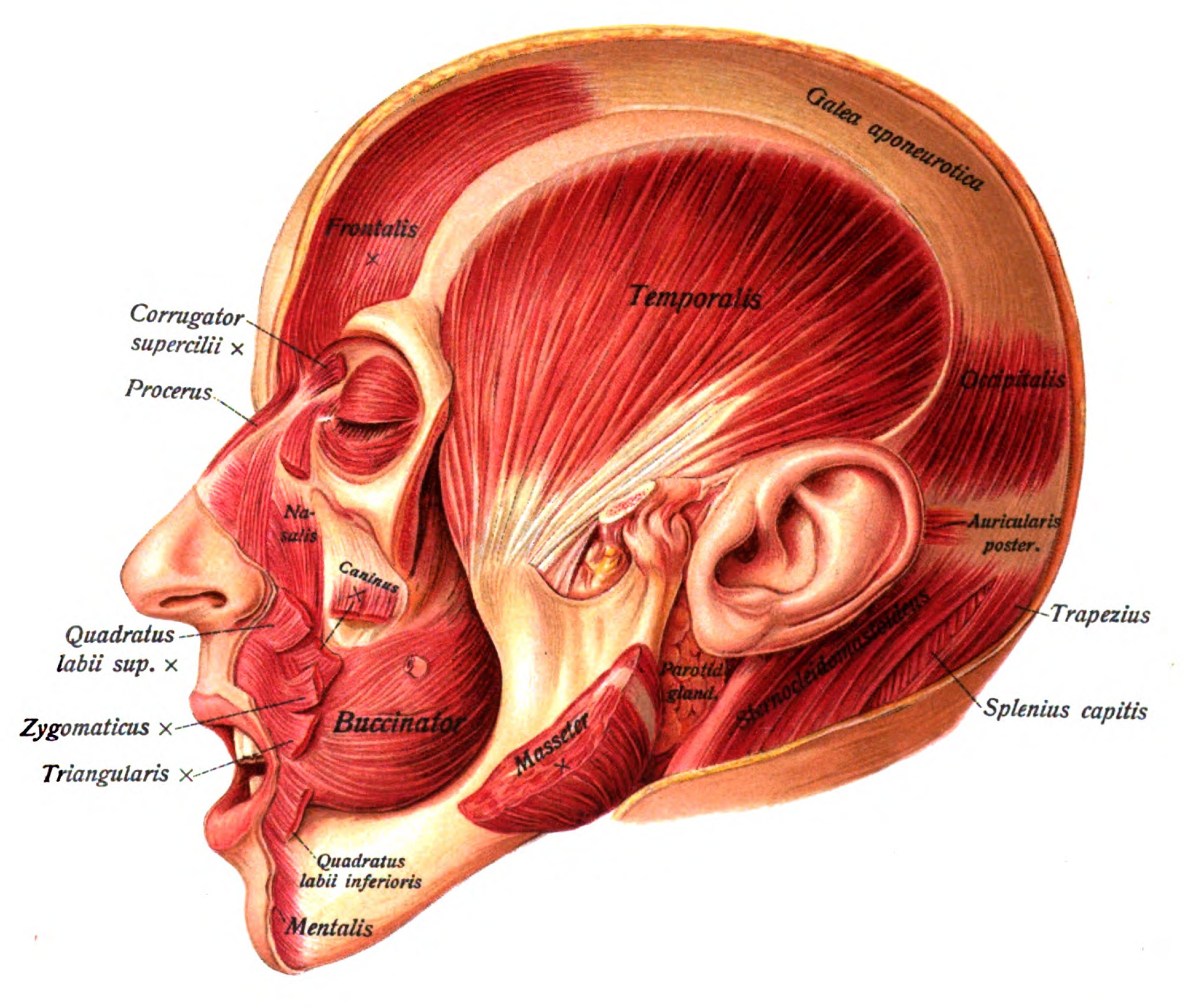
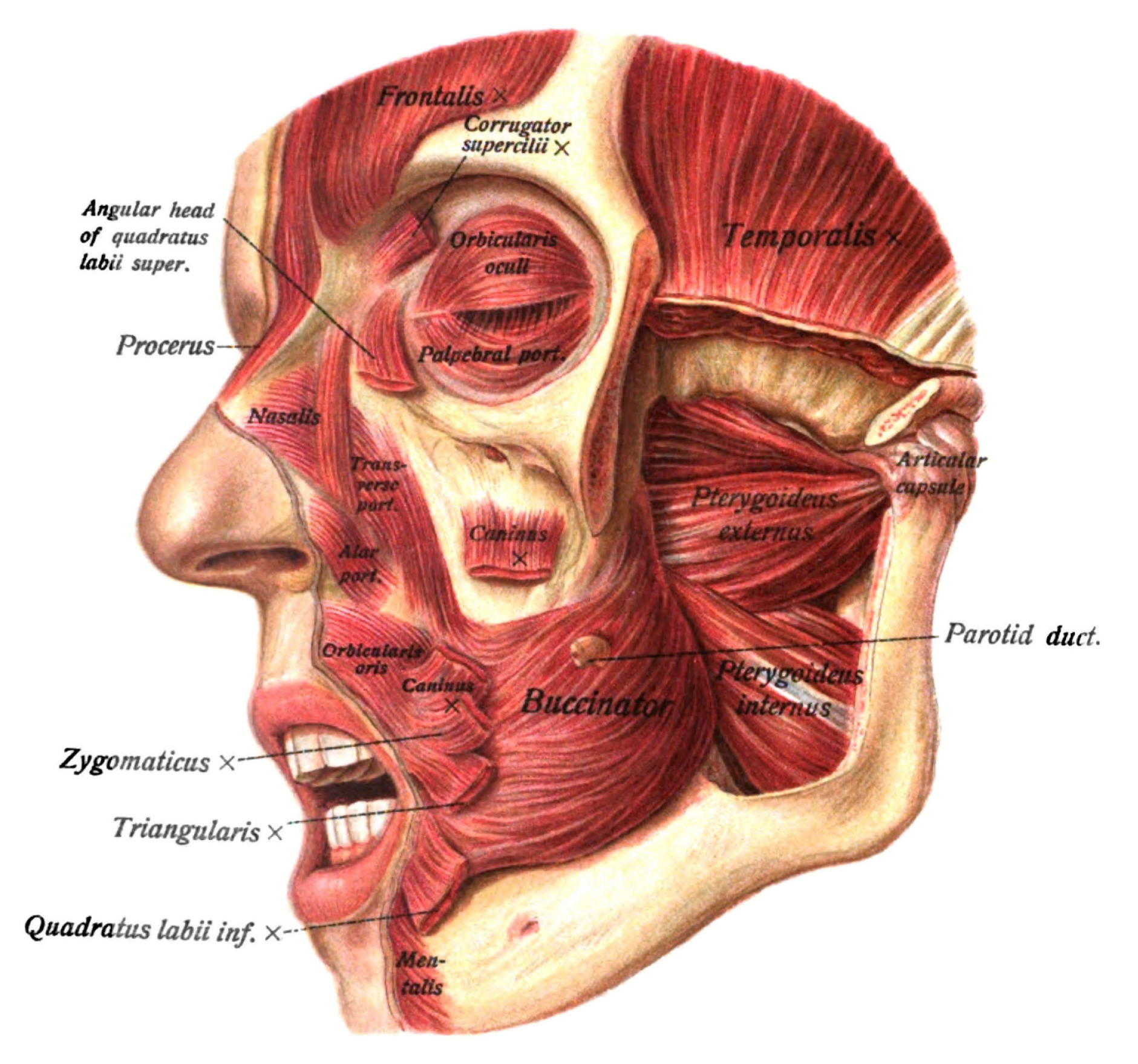
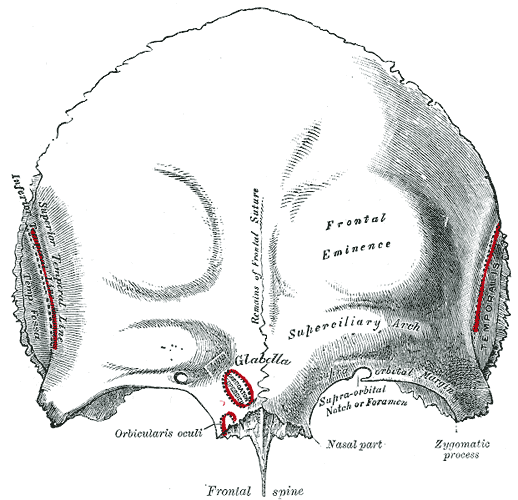
سطح خارجی استخوان پیشانی.
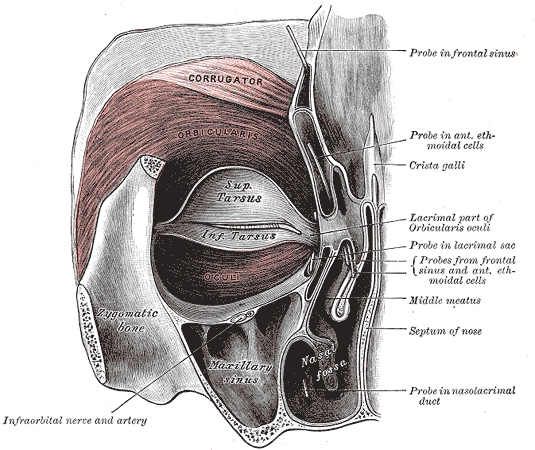
در قسمت بالایی صورت قابل مشاهده است.